# Bruno Steegen
Bruno Steegen (Eigenbilzen, 12 juni 1966) is een Belgisch politicus voor de Open Vld.

## Levensloop
In zijn humaniora studeerde hij Latijn-Grieks aan het St. Lambertuscollege te Bilzen. Hij vervolgde zijn studies aan de Katholieke Universiteit Leuven en werd er in 1989 licentiaat in de rechten. In zijn laatste jaar volgde Steegen tevens een seminarie in staatsrecht en verzekeringsrecht. Na zijn studies ging hij in 1990-1991 aan de slag als negotiator bij een internationaal vastgoedbedrijf in Antwerpen en in 1991 legde hij de eed af als advocaat aan de balie te Tongeren. In 1996 startte hij zijn eigen advocatenkantoor.
Steegen werd eerst politiek actief voor de Volksunie en is sinds oktober 1988 actief in de Bilzerse gemeentepolitiek. In januari 1989 werd hij voor het eerst gemeenteraadslid van Bilzen, was vervolgens van 1995 tot 2006 schepen en was voor enkele maanden in 1995 en van 1999 tot 2001 ook waarnemend burgemeester voor de partij NIEUW van Johan Sauwens, die toen Vlaams minister was. Na het uiteenvallen van de Volksunie koos Steegen met enkele medestanders in 2001 voor VLD. Dit leidde bij de lokale verkiezingen van oktober 2012 tot het vreemde fenomeen dat er in Bilzen drie partijen door ex-Volksunie boegbeelden werden aangetrokken. Steegen voor Open Vld, Sauwens voor CD&V en Frieda Brepoels voor N-VA. Van 2013 tot 2018 was Steegen opnieuw schepen van Bilzen onder burgemeester Frieda Brepoels, waarbij hij bevoegd was voor Lokale Economie en Onderwijs.
Vanaf december 2007 was hij ook lid van de Kamer van volksvertegenwoordigers in opvolging van Patrick Dewael die minister werd. Hij was vast lid van de Commissies Binnenlandse Zaken en Naturalisaties en vervangend lid in de commissie van Justitie. Eind 2008 verloor hij zijn zitje in het parlement na de val van de Regering-Leterme I en de vorming van de Regering-Van Rompuy, waarin Dewael geen minister meer was en bijgevolg terugkeerde naar het parlement.
In januari 2019 werd hij burgemeester van Bilzen, aan het hoofd van een coalitie van zijn liberale lijst Beter Bilzen, N-VA en het socialistische Bilzen Bruist. Johan Sauwens, lijsttrekker van Trots op Bilzen, vocht de uitslag van de gemeenteraadsverkiezingen van oktober 2018 echter aan vanwege onregelmatigheden bij de telling van de stemmen. Die klacht werd eind april 2019 gegrond verklaard, waardoor Steegens voorganger Frieda Brepoels opnieuw werd geïnstalleerd als burgemeester, en er volgden nieuwe verkiezingen op 16 juni 2019. Bij deze verkiezingen werd Trots op Bilzen de grootste partij en verloor de vorige bestuurscoalitie haar meerderheid. Beter Bilzen, de lijst van Bruno Steegen, sloot vervolgens een bestuursakkoord met de lijst van Johan Sauwens. Begin augustus 2019 werd Steegen schepen van Lokale Economie, Toerisme en Inburgering in het college van burgemeester en schepenen en op 1 april 2022 volgde hij Sauwens op als burgemeester. Steegen bleef burgemeester van Bilzen tot eind 2024, toen de stad met de gemeente Hoeselt fuseerde tot Bilzen-Hoeselt.
Bij de gemeenteraadsverkiezingen van oktober 2024 voerde Bruno Steegen in Bilzen-Hoeselt de liberaal-socialistische lijst Team Burgemeester aan. De lijst werd de grootste en vormde een coalitie met de lijst Trots. Begin 2025 werd hij officieel geïnstalleerd als eerste burgemeester van Bilzen-Hoeselt.
Hij is gehuwd en heeft twee kinderen.